# 悠久幻想曲
『悠久幻想曲』（ゆうきゅうげんそうきょく）は、スターライトマリー製作、メディアワークス発売のシミュレーションゲームのシリーズ、またはその第1作目のタイトル。"仲間と過ごす楽しさ"をテーマにしている。略称は悠久あるいはUQ。キャラクターデザインは全シリーズを通じてmooが担当。

## 悠久幻想曲
『悠久幻想曲』（ゆうきゅうげんそうきょく）は1997年7月18日にセガサターン（以下SS）版が、同年8月28日にプレイステーション（以下PS）版ソフトがそれぞれ発売された。
2025年12月18日にタイトーよりフルリメイク作品となるNintendo Switch用ソフト『悠久幻想曲リバイバル』が発売予定。

### ストーリー
50年前の戦禍から復興した街・エンフィールド。様々な地域を旅してきた主人公は、この街の外れで行き倒れていたところを目が不自由な未亡人アリサに助けられる。主人公は恩を返すため、アリサが経営している何でも屋「ジョートショップ」で住み込みで働くことにした。経営は思わしくないものの、長く暮らしているうちに知り合いも増え、主人公はこのままエンフィールドで暮らしていくのも悪くないと思い始めていた。
そんなある日、主人公は美術品の窃盗容疑で自警団に逮捕され、牢屋に入れられてしまう。もちろん主人公は身に覚えがないが、複数の目撃証言と主人公の部屋から盗まれた美術品が見つかったことで、真犯人でも見つからない限り主人公の有罪が確定することになる。万事休すかと思われたが、アリサによって抵当に入れた10万ゴールドという大金が支払われ、主人公は保釈される。しかし10万ゴールドはジョートショップの店舗と土地を担保に借りたもので、返すあてはない。このままでは1年後にジョートショップを手放さなくてはならなくなってしまう。
そこで、主人公は「保釈の日から1年後に街の住人の大多数の支持を得られれば再審を受ける事ができる」というエンフィールド独自の法律に賭け、仲間を集め、何でも屋としての仕事をこなし、街の人々の信頼を得ることにしたのだった。

### メインキャラクター
アレフ・コールソン　(Aleph Coulson)
声 - 子安武人 ヴォーカル曲「あの日の君に」 ゲーム内テーマ「It's All Right」
主人公の悪友的存在。礼儀正しく陽気な性格で人当たりも良い好青年。女癖が悪く異性関係のトラブルが絶えない。街一番のナンパ師を自称しており、恋人達の鍵を集めるのが趣味。ファッションにはうるさく、よくかぶっている帽子はトレードマークにもなっている。
クリストファー・クロス　(Christopher Cross)
声 - 南央美 ヴォーカル曲「微笑みは守護」 ゲーム内テーマ「シャイ・ボーイ（Shy Boy）」
アレフの幼馴染で、エンフィールド学園魔法学科に通っている。体も気も小さいためか大きいものが大好きで、服も大きめのサイズのものを着ている。3人の姉にオモチャ扱いされて育ったため、女性を苦手としているものの、嫌いな訳ではない。女性が苦手なことをからかわれながらも女性の扱いに長けるアレフを尊敬している。
ピート・ロス (Pete Ross)
声 - 大谷育江 ゲーム内テーマ「Are You Ready?」
エンフィールドにあるサーカス小屋に住んでいる少年。いつも元気で明るく、喜怒哀楽が激しい。小さい体からは想像できないほどの怪力と頑丈な体の持ち主。街で面白そうな事件が起こると興味を示し現場に駆けつける。新月の日にはなぜか体調が悪くなる。
エル・ルイス (Elle Louis)
声 - 折笠愛 ヴォーカル曲「パ・ズ・ル」 ゲーム内テーマ「Go Easy」
エルフだが魔法が苦手で、女の子とは思えないほどの怪力の持ち主。魔法が苦手なことにコンプレックスを持っているため、なかなか他人に素直になれずいつも無愛想な態度を取っている。趣味はチェスで、料理もなかなかの腕前。
シェリル・クリスティア (Cheryl Cristia)
声 - 桑島法子 ゲーム内テーマ「切なる願い（Earnest Hope）」
エンフィールド学園魔法学科の生徒で、本が好き。内向的な性格で極度のあがり症だが、ひとたび本の話を始めると自分の世界に入ってしまいマシンガントークを展開する。自分でも小説を書いており、文芸雑誌に投稿した小説が入賞したことも。
シーラ・シェフィールド (Seela Sheffield)　
声 - 氷上恭子 ヴォーカル曲「いつの日も〜song of flower〜」 ゲーム内テーマ「夜想曲嬰ハ長調（Nocturne In C sharp major）」
父は有名な指揮者、母はプロのピアニストという音楽一家の娘。自身もピアノの英才教育を受けており、すでにプロ級の腕前。だが箱入り娘として育てられたため、とてもおとなしく控えめな性格。言いたいことをはっきり言えないときもあり、そんな臆病な自分を嫌っている。世間一般の常識にうとい面があり、男性が苦手。
パティ・ソール (Patty Sole)
声 - 長沢美樹 ヴォーカル曲「限界なんだもん」 ゲーム内テーマ「Wake Up!!」
両親が経営する宿屋兼大衆食堂「さくら亭」の看板娘。普段は家の仕事を手伝っているので料理や商売事に慣れている。ボーイッシュな性格で少々勝ち気なところがあり、早とちりでトラブルを起こすことも。スポーツ万能だが水泳だけは苦手。なぜか主人公に強くあたるため、主人公は彼女のことが苦手。
マリア・ショート (Maria Short)
声 - 丹下桜 ヴォーカル曲「BRILLIANT CUT」 ゲーム内テーマ「スタンブル・スクランブル（Stumble Scramble）」
ショート財閥の令嬢。魔法が大好きだがいまいち腕は良くなく、頻繁に問題を起こしている。魔法至上主義的な考えを持っているため、エルとは犬猿の仲。非常にわがままで、欲しい物は何が何でも手に入れようとする。エンフィールド学園魔法学科の生徒でもある。
メロディ・シンクレア (Melody Sinclair )
声 - 西原久美子 ヴォーカル曲「てんしのえがお」 ゲーム内テーマ「ひなたぼっこ（In Our Usual Sunny Place）」
名前以外の記憶を失っている猫耳の女の子。由羅の家で暮らしている。性格は非常に幼く一般常識が欠如しているが、知識の吸収力には目を見張るものがある。将棋好き。
リサ・メッカーノ (Lisa Meccano)
声 - 高山みなみ ゲーム内テーマ「赤き瞳の復讐者（Red-Eyed Revenger）」
さくら亭に滞在している女戦士。男顔負けの腕力と実戦仕込みの格闘術を駆使する腕の立つ戦士。ナイフの扱いが得意。考えるよりも先に行動するタイプ。性格は短気で怒りっぽいところもあるが女性らしい面もある。ピザが大好物で、食べ物の誘惑に弱い。

### サブキャラクター
アルベルト、イヴ、トリーシャ、由羅、ローラは下記『悠久幻想曲2』メインキャラクターの項を参照。
アリサ・アスティア
声 - 井上喜久子
何でも屋「ジョートショップ」の女主人で、行き倒れになっていた主人公を助けてくれた命の恩人。若くして夫を亡くしている。生まれつき目が悪い（全盲ではなく多少は見える模様）ため、あまり外を出歩くことはない。非常に落ち着いた物腰で誰にでも優しく、街の住人からは非常に慕われている。また、危機迫る時であっても普段のように落ち着いた様子をほとんど崩さず、しかし冷静に対応できる度胸も備わっている。
テディ
声 - かないみか
アリサの夫が拾ってきたフサフサの尻尾が特徴の魔法生物。人語を理解し、アリサの様々な生活のサポートを行う。語尾に「〜ッス」とつく。
アルベルト・コーレイン (Albelt Corraine)
声 - 置鮎龍太郎
自警団の団員。正義感が強く負けず嫌い。アリサ・アスティアに仄かな好意を秘めている。それ故に彼女の下で住み込みで働いている主人公の事に対しては対応が厳しく、盗難の件があってからは目の敵にしている。
リカルド・フォスター
声 - 大塚明夫
自警団の部隊長。50歳を超えているとは思えないほどの体力と運動能力を誇る。非常に真面目で、年下の人間や人外の生物にも礼儀正しい。アルベルトは彼に心酔しており、右腕として活躍している。
トリーシャ・フォスター (Trisha Foster)
橘 由羅　(Yura Tachibana)
ローラ・ニューフィールド (Laura Newfield)
イヴ・ギャラガー (Eve Gallagher)
カッセル・ジークフリード
街外れにある湖のほとりに一人暮らしをしている老人。100年以上生きていると豪語しており、その知識の多さと正確さは頼りにされることも多い。
トーヤ・クラウド
声 - 小杉十郎太（ensembleシリーズ）
エンフィールドに病院を構える自称天才医師。女性に人気だが、当人は患者の治療にしか興味がない。また、天才を自称するだけあってその腕は確か。ある事情により、魔法医療に頼らない治療を信念としている（嫌っている訳ではなく、魔法医療の知識にも詳しい）
シャドウ
バンダナを目隠しのように巻いている謎の男。何かにつけて主人公たちの邪魔をする。
ハメット・ヴァロリー
声 - 関智一（ensembleシリーズ）
金になりそうな話があればすぐに絡んでくる、ハニワのような白い仮面を付けた謎の男。
紅月
満月の晩、月が赤く染まると現れるという人斬り。リサの弟の仇でもある。
マーシャル
声 - 千葉繁（ensembleシリーズ）
エルが居候するマーシャル武器店の店主。戦闘は一般人より弱いが大武闘会常連三人衆の一人。
クランク
声 - 船戸健行（ensembleシリーズ）
大武闘会常連三人衆の一人。斧を持った筋骨隆々な男で、関西弁を話す。
アッシュ
声 - 飛鳥幸一（ensembleシリーズ）
大武闘会常連三人衆の一人。1と2ndでは容姿が違う。そこそこの魔法と剣技を扱うそれなりの実力者。
モーリス・ショート
声 - 永井一郎（ensembleシリーズ）
ショート財閥の会長。マリアの父で娘を溺愛している。ハメットの上司。
審判
声 - 松田佑貴（ensembleシリーズ）
エンフィールド大武闘会の審判。ensembleでは人格と人相を変えてはエキストラ戦で戦いを挑んでくる。
ステラ・リップス
声 - 今橋かつよ（ensembleシリーズ）
グラシオコロシアムの受付嬢。ensemble2ではある条件を満たすと名前が判明する。

### システム
何でも屋の仕事をこなしていき、1年間（=12ヶ月×4週間×7日）で住人の信頼度を一定値以上にするのが目標。まずメインキャラクターから1年間苦楽を共にする3人を任意に選び、主人公を含めた4人で活動を開始する。
仕事は1週間単位で行う。まず週始めに表示される仕事一覧から、請け負う仕事と担当者を決める。1件の仕事を4人で行うことも、1人1件ずつ担当することも可能。ただし、1人が複数件の仕事を同時に請け負うことはできない。
仕事と担当者が決まると、1日ごとに成功・失敗が判定される。判定は仕事ごとに設定された必要スキルのレベルで行われ、成功すると多く、失敗すると少なく達成率が増加する。なお、担当者が複数いる場合スキルのレベルは平均されるため、複数人で担当するより1人で担当した方が成功率が高い場合がある。ただし、一人で仕事を成功し続けていると有頂天（自信過剰）になり、逆に失敗が続くと自信喪失（無気力）になる。これを緩和させるには複数人で一つの仕事をする必要がある。どちらかに傾いたままだと仕事や各メンバーとの好感度に影響するため、休日に本人の所へ訪れて激励、注意するのに時間を割く羽目になる。
また、苦手な部類の仕事を得意なキャラと一緒にこなして成功させたりすることでその分野を鍛えることにも繋がる。
6日間で達成率が100%以上になるとその仕事自体を成功したことになり、満額の依頼料を得て街の住人の信頼度が増加する。また、担当者のスキルのレベルが上がることがある（上がるのは担当した仕事の必要スキル）。さらに複数人で仕事を担当していた場合、担当者同士の信頼度が上がる。
主人公が特定の日に特定のキャラクターと特定の仕事を受けると、イベントが発生する。1つは会話パートのみで終了するもので、適切な選択肢を選ぶことで仕事の成功・失敗が決定する。成功する選択肢のパターンは1種類とは限らない。もう1つはライバル2チーム（自警団チームとハメットチーム）とすごろくを行う。勝つことで仕事が成功する。
週末は休日で、スキルを鍛えたり仲間のところへ遊びに行ったりすることができる。

### 主題歌
- SS版オープニングテーマ：『教えてほしいの』
  - 作詞・作曲：畑亜貴、編曲：並木晃一、歌：畑亜貴
- SS版エンディングテーマ：『真珠になりたい』
  - 作詞：畑亜貴、作曲：林克洋、編曲：並木晃一、歌：畑亜貴
- PS版オープニングテーマ：『Far Away ～夢の集まる空～』
  - 作詞：片岡かれん、作曲：梅村仁、編曲：斉藤ひろし、歌：かないみか
- PS版エンディングテーマ：『なぜ君と出逢えたの』
  - 作詞：片岡かれん、作曲・編曲：斉藤ひろし、歌：氷上恭子

※PS版のCDをPS本体に挿入し、音楽CD画面で再生するとSS版のOPとEDを聞くことができる。

### 評価
PS版はファミ通クロスレビューでは7、5、6、7の25点。レビュアーは仕事のシステムや最終目標が数字でわかりやすい、画面が見やすく操作がいいとしたが、戦闘や育成、ミニゲームといった要素はどれも薄い、システムが面倒、表情の変化はあるが会話が静止画で長く続く、台詞を飛ばそうとすると間違えて決定にしてしまうこともあったとした他、イベントについて量と質両方でボリュームがあるとした者と唐突だとした者がおり、スタイルに重点を置き過ぎて同メーカーのエターナルメロディのようで代わり映えがないとした。

## 悠久幻想曲 2nd Album
『悠久幻想曲 2nd Album』（ゆうきゅうげんそうきょく セカンドアルバム）は1998年2月26日にSS版が、同年3月26日にPS版がそれぞれ発売された。
『悠久幻想曲』の直接の続編にあたり、舞台は前作のエンディング直後のエンフィールド。主人公は崩壊間近の自警団第三部隊隊員で、第三部隊存続のため奔走することになる。
前作のサブキャラクターだったアルベルト、イヴ、トリーシャ、由羅、ローラがメインキャラクターに昇格し、ボイスが無いキャラには新しく付くようになった。また、前作のメインキャラクターもサブキャラクターとして登場する(両作ともにボイス付きで登場するのはアルベルトのみ)。ただし、シーラ・シェフィールドは音楽を勉強する為に他の街へ留学しており、今回は登場しない。その代わりにシーラの専属だったメイドが代理として、彼女の立ち位置を担う。PS版ではOP画面で一瞬出るものの、SS版ではOP画面で頭しか出ない。
メインキャラクターから3人を仲間に誘い、依頼をこなしていくという流れは前作を踏襲している。また、特定のキャラクターと特定の仕事の組み合わせで発生していたすごろくイベントが「任務すごろく」として独立し、各仕事内容の依頼期間内であれば、いつでも任意に請け負うことができるようになった。システム面では前作ではできなかった休日時のデータセーブ・ロードが可能となっている。

### ストーリー
エンフィールドの苦情処理を担当している自警団第三部隊は街の人々から信頼されていた。しかし、周囲から慕われていたノイマン隊長の死により隊員の士気が低下し、自警団の予算削減によって苦情処理が有料になり依頼が激減、さらに無料で苦情処理を引き受ける「公安維持局」が設立される。相次ぐ出来事に完全にやる気をなくした隊員達は、次々と他の部隊へ移籍し、第三部隊は主人公ひとりになってしまう。
主人公からの直訴を受けた自警団の団長は、1年間活動継続の後、街の人々の反応を見て処置を決めることを提案、主人公はこれを受け入れる。ただし、第三部隊は主人公一人しか残っていないため、まずは仲間集めから始めることにした。

### メインキャラクター
アルベルト・コーレイン
声 - 置鮎龍太郎 ヴォーカル曲「だから素直にスキと言えない…」 ゲーム内テーマ「Soul Courageous」
自警団の第一部隊の隊員。前作の主人公とは何かにつけてライバル視していたが、今作の主人公には非常に協力的で頼れる兄貴分となる。「槍斧を使わせたら自警団では右に出るものはいない」と豪語している。自尊心が強く、密かにアリサに対して恋心を抱いている。化粧好きという一面も。
リオ・バクスター
声 - 久川綾 ゲーム内テーマ「Someday I Know」
街の南東に位置する屋敷で暮らす資産家の御曹司で、大人しい性格で人見知りが激しい。普段は部屋にこもって本を読んでいる。
ルー・シモンズ
声 - 松本保典 ゲーム内テーマ「Step Into The Pleasure」
どんな難題でも軽くこなしてしまうクールな天才青年。しかし協調性が皆無で、非常に気まぐれ。占いや迷信を相当気にしており、自分用のタロットカードを持っているほど。父親と仲が悪く、勘当されている。
イヴ・ギャラガー
声 - 天野由梨 /川村万梨阿(組曲) ゲーム内テーマ「Ethereal Beauty」
著名な人形師の娘で、図書館でアルバイトをしている。真面目で論理的かつ合理的、何事もきっちりしていないと気が済まない完璧主義者。シェリルとは顔見知りで、よくとめどない話を聞かされている模様。数年前に亡くなった父の遺産である大きい屋敷で一人暮らしをしている。
ヴァネッサ・ウォーレン
声 - 鶴ひろみ ゲーム内テーマ「Career Woman」
アカデミー出身。公安維持局の局員だが、エリート意識の高い同僚との考えの相違から休職中。銃が得意で水泳も上手いが、これまで護身用の拳銃を発砲したことは一度もない。有能そうな外見に反して、教科書程度の知識しかなく実戦経験は非常に乏しい。男女の在り方については、かなり古風な価値観の持ち主故かアルベルトと仲が悪い。
正義感が強く面倒見が良いが、頭に血が上りやすく特に年齢の事を言われると激怒する。しかも一度癇癪を起すと宥めるまでが大変だが、おだてには弱い。裏の犯罪者の知識が豊富で、一目で犯罪者を見抜いてしまうほどの眼力を持つ。また、超が付くほどの猫好きで、健康器具マニアとしての顔も持ち、口紅をコレクションしているなどの一面もある。戦闘能力が高く、物理攻撃を得意とする。
　胸から「esperanza」という文字の彫られたロケットを身に着けている。かつて、氷の料理人から料理を教わった経験もある。
セリーヌ・ホワイトスノウ
声 - 宮村優子 ヴォーカル曲「雨のち晴れ晴れ」 ゲーム内テーマ「Rain Or Shine」
教会にある孤児院で子供達の世話をしている女性で、自身も孤児院出身。桁外れの方向音痴で、簡単な買い物さえも迷子になりがち。世の中には悪い人はいないと思っているため、人に騙され易い。おっとりした口調と行動が特徴のマイペースな女の子。そんな雰囲気とは逆に腕力が強い、占いがよく当たるなどの隠れた才能を持つ。
ディアーナ・レイニー
声 - 浅田葉子 ヴォーカル曲「DREAM AND PEACE」 ゲーム内テーマ「A Little Dream」
トーヤの元に押しかけ、勝手に弟子を名乗っている医師志望の少女。クラウド医院で手伝いをしている。医学の知識は豊富だが、血に極めて弱く見ただけで気絶してしまうほど。ドジでおっちょこちょいだが、前向きな性格で機転が利く。
トリーシャ・フォスター
声 - 飯塚雅弓 ヴォーカル曲「シャララ! 〜元気になあれ〜」 ゲーム内テーマ「Daytime Cinderella」
リカルドの一人娘で、エンフィールド学園の魔法学科に通っている。明るく人見知りをしない性格なので友人が多く、同じ学園に通うシェリルを始め、あまり友人を作ろうとしないイヴやエルとも仲が良い。ミーハーで熱しやすく冷めやすい。格闘技マニアで、得意技のトリーシャチョップは自分の世界に入り込んでしまったシェリルを正気に戻すのによく使われる。家事全般が得意という一面も持つ。ボク少女。
橘 由羅（たちばな ゆら）
声 - 佐久間レイ ゲーム内テーマ「Miss Caprice」
キツネのような耳と尻尾が特徴的なライシアンという種族の女性で、ライシアン狩りに狙われている。オープンで気まぐれな性格をしており、常にハイテンション。命令されたり束縛されることを嫌う。お酒が大好きで浴びるように飲んでも全く酔わない。美少年も大好きで、前作ではクリス、今作では加えてリオがお気に入りで、どちらを選ぶかがもっぱらの悩み。姿形が似ていることで懐いてくるメロディを自分の家に住まわせている。
ローラ・ニューフィールド
声 - 金丸日向子 ゲーム内テーマ「Don't Hurry Love」
お嬢様育ちのようなわがままで勝手な行動が目立つ女の子。前作においては実体が無く街の住人からは幽霊だと思われていたが、前作の終盤にて「過去に重病にかかっており、当時ではその病を治す医療技術が無かったため、医療の発達した未来へ肉体を託す方法に賭け、100年間魔法で仮死状態になっていた」事が判明。その後肉体も見つかり病気も現代の医療技術で完治し、今作では教会で元気に暮らしている（病気こそ治ったものの、代償として彼女を知る家族はいなくなり、孤児となった）。色恋沙汰に敏感で、そういう話にはすぐ首を突っ込みたがる。初期HPが低いので無理をさせると病気になりやすい。

### サブキャラクター
クレア・コーレイン
声 - 岩男潤子 ヴォーカル曲「翼 広げて…」 ゲーム内テーマ「Green Waltz」
アルベルトの妹で、非常に丁寧な言葉遣いが特徴である。他の街の名門女子学校を卒業し、アルベルトに会うためやってきた。古い考え方を持ち、アルベルトの趣味が化粧であることを受け入れ難く思っている。アルベルトの生活態度や「悪癖」を矯正するため、無理矢理同居を始める。
ヘキサ
声 - 西村ちなみ
主人公をサポートさせるため、リカルドが1年間限定で召喚した使い魔。だがいたずら好きで口が悪く、かえってトラブルを発生させがちである。
リカルド・フォスター
捜査や戦闘を担当する自警団第一部隊の隊長。主人公のために色々と便宜を図ってくれる。
アリサ・アスティア
前作の主人公がアリサの眼の薬を探しに旅に出たため、ジョートショップは開店休業中。なお、第三自警団が請け負う仕事の一部は、ジョートショップを仲介して回してもらう事になる。
テディ
アレフ・コールソン
クリストファー・クロス
ピート・ロス
エル・ルイス
シェリル・クリスティア
シーラ・シェフィールド
ピアノの勉強のため、音楽の都ローレンシュタインに留学中。
パティ・ソール
マリア・ショート
メロディ・シンクレア
リサ・メッカーノ
カッセル・ジークフリード
トーヤ・クラウド
マーシャル
クランク
アッシュ
モーリス・ショート
ランディ・ウェストウッド
エンフィールドに大量のよそ者を連れてきた謎の男。
トラヴィス
シーヴズ・ギルドの長。大武闘会にも出場してくる実力者。
ウィリアム・ベケット
自警団の団長。リカルドの上司にあたる。見た目は好好爺。
テイラー
評議会の議員。傲慢な性格で自警団を信用せず公安を設立した。
ラーキン
公安維持局長。公安では珍しい良識者。
パメラ、ギャラン、ボル
公安所属の三人組。何かと第三部隊に突っかかってくるがあまり能力がない。

### 主題歌
- SS版オープニングテーマ：『永遠の親友 -AND THOUGH YOU COULD HAVE ANYONE-』
  - 作詞・作曲・編曲・歌：タケカワユキヒデ
    - 『永遠の親友』の英語版。
- SS版エンディングテーマ：『Friends』
  - 作詞：片岡かれん、作曲：斉藤ひろし、編曲：河辺健宏、歌：清水夕紀美
- PS版オープニングテーマ：『永遠の親友』
  - 作詞・作曲：タケカワユキヒデ、編曲：河辺健宏、歌：田中理恵
- PS版エンディングテーマ：『My Dear』
  - 作詞：くまのきよみ、作曲・編曲：河辺健宏、歌：飯塚雅弓
- CMソング：『永遠の親友』
  - 作詞・作曲・編曲・歌：タケカワユキヒデ

#### 『永遠の親友』の種類
上記の通り、『永遠の親友』には英語版（「永遠の親友 -AND THOUGH YOU COULD HAVE ANYONE-」）と日本語版（「永遠の親友」）があり、前者はタケカワユキヒデ歌唱版しかないが、後者は上記の田中理恵（なお、田中はこの曲の歌手として芸能界にデビューした）歌唱版とタケカワユキヒデ歌唱版の他に、宮村優子（セリーヌ・ホワイトスノウ役）歌唱版と田中歌唱によるアカペラ版（編曲は寺嶋民哉）がある。よって『永遠の親友』は合計5種類存在している。またタケカワ歌唱版は最初にサビの部分を歌唱し、なおかつ田中歌唱版よりもテンポが遅いため、フルで聞くと6分ほどかかる。なお、田中歌唱版はフルで聞くと3分25秒、田中アカペラ歌唱版は4分ほどかかる。また、タケカワ歌唱英語版の「永遠の親友 -AND THOUGH YOU COULD HAVE ANYONE-」は、後に「永遠に君と -AND THOUGH YOU COULD HAVE ANYONE-」という曲名で、自身のベスト・アルバム「Double Standards A Big Rock & Roll〜」に収録された。

### 評価
PS版は電撃PlayStationDPSソフトレビューでは65、60の125点。レビュアーはストーリーは前作より練られていて楽しめる、エンディングの演出など細部の向上、歌や声優陣の豪華さを評している。一方、システム変更で難易度を下げたことによってエンディングは楽に見られるが簡単過ぎてゲーム性が損なわれていてスゴロクバトルが任意なのも納得がいかない、前作のファンか愛着の強い人でないと楽しめない門戸の狭いゲームになってしまったとした。

## 悠久の小箱 OFFICIAL COLLECTION
悠久の小箱（ゆうきゅうのこばこ）1997年12月11日にSS版のみが限定発売された。
悠久幻想曲2nd Album発売前に出た作品で、悠久2ndの情報やイラストを多数収録しているのが特徴。ファンディスクの一種。OP曲は『誰よりも何よりも』（作詞・作曲・編曲・歌：畑亜貴）。
MPEGムービーシアター
悠久幻想曲のSS版、PS版それぞれのOPムービーをMPEG形式で再収録をしたもの。
CRIが開発したコーデック“MPEGSofdec”を採用しており、ムービーカードが無くとも再生は可能。
ムービーカードを使用した場合、画質、フレームレートともに改善される。
追加ムービーシアター
『悠久幻想曲2』の予告ムービーと、電撃特別編集版ムービー（曲：Far Away）、『悠久幻想曲』予告ムービー（曲：教えてほしいの）、『悠久の小箱』スタッフロール（エンフィールドクイズの出題者の名前はこちらに）、の4本収録。コーデックは従来通りCinepack。
キャラクターBOX
「悠久幻想曲」「悠久幻想曲2」「サブキャラクター」の3コーナーに分かれており、各々キャラクター紹介静止画が表示される。
未収録ヴォイスプレイヤー
「悠久幻想曲」製品版に収録しきれなかったおまけボイスを収録。
お帰り、お別れ、タイトルメッセージの3種類を各キャラ分収録。
悠久原画集
「悠久幻想曲」「悠久幻想曲2」用にmoo氏が書き起こした原画（カラー）と、「未公開原画」を収録。
エンフィールドクイズ
「悠久」ワールドにまつわるさまざまな問題が10問出題される。答えは3択方式。
出題される問題はユーザーから公募で集められたのが特徴。採用された人はスタッフロールに名前が掲載された。

## 悠久幻想曲 ensemble
悠久幻想曲 ensemble（ゆうきゅうげんそうきょく アンサンブル）は、1998年12月10日にPS版とSS版が同時に発売された。悠久幻想曲のファンディスクで、各キャラの後日談等のエピソードが収録されている。また、ハメットを主人公とした外伝エピソードも収録され、本篇には声の無かったハメット役に関智一、トーヤ役には小杉十郎太が起用された。この他、本篇には登場しなかったマリアの父、モーリス（声 - 永井一郎）が登場する。
2025年12月18日にリメイク版となる『悠久幻想曲アンサンブルRe:R』が前述の『悠久幻想曲リバイバル』の追加コンテンツとして配信予定。

## 悠久幻想曲 ensemble2
悠久幻想曲 ensemble2（ゆうきゅうげんそうきょく アンサンブルツー）は1999年3月4日にPS版とSS版が同時に発売された。悠久幻想曲2のファンディスクで、各キャラクターの後日談等のエピソードが収録されている。トーヤの過去にまつわるストーリーをアレフ・コールソンの視点で描いた外伝エピソードも収録されている。

## 悠久幻想曲 保存版 Perpetual Collection
『悠久幻想曲』、『悠久幻想曲 2nd Album』、『悠久幻想曲 ensemble』、『悠久幻想曲 ensemble2』をまとめたもの。
『悠久幻想曲3 Perpetual Blue』の体験版CD-ROMを同梱。PS版は1999年10月14日発売。
SS版は2000年12月7日発売。『悠久幻想曲3 Perpetual Blue』の体験CD-ROMが無く、『悠久の小箱』が加えられている。テレホンカードなども付いている。なお、この作品が日本のSS最後の作品になった。

## 悠久幻想曲3 Perpetual Blue
悠久幻想曲3 Perpetual Blue（ゆうきゅうげんそうきょくスリー パーペチュアルブルー）は、1999年12月22日にPS版とドリームキャスト（以下DC）版が同時に発売された。
PS版とDC版の大きな差は、イベントCGの解像度（DC版はハイレゾ〈VGA 640×480〉）とデータの読み込み速度。
シナリオの相違点は無いが、一部に音声が追加され、セリフも書き換えられている。
悠久幻想曲シリーズの第3作である同作は、システム面やキャラクターを一新し、舞台もエンフィールドと同じ世界のどこかに存在する「シープクレスト」という湾岸都市に変更された。前作に登場していた地名などがセリフに出てくる。
PerpetualBlueは「悠久の碧」を意味する。
主題歌は『Get Myself』（歌：FENCE OF DEFENSE、PS版・DC版共通）。
エンディング主題歌は『離岸流に乗って』（歌：畑亜貴。

### ストーリー
主人公ルシード・アトレーは、保安学校を卒業し湾岸都市シープ・クレストの保安局に入局する。
凶悪犯罪を専門に取り扱う花形部署「第一捜査室」への配属を希望していたルシードだったが、適性検査の結果、彼には貴重な魔法能力が潜在することが判明し、超常現象的な犯罪に対する「第四捜査室」（通称「ブルーフェザー」）の新リーダーに命じられてしまう。ただし、今は魔法文化が絶えつつあり、「ブルーフェザー」が担当する事件はほとんどなかった。
着任早々に転属願いを出したものの、とりあえずルシードは「ブルーフェザー」の新リーダーとして、事務所での共同生活を始めることになる。

### ゲームシステム
基本システム
前作までの基本的なシステムといえば、育成パートとAVGパートの2本柱。これは本作でも受け継がれているが、具体的なシステムやゲームの流れはこれまでとは全く異なったものとなる。
たとえば、前作では、ゲーム開始時に育てるメンバーを選んでいたが、本作では初期メンバーが固定となり選ぶことはできない。また、育成できるのは、ルシード、バーシア、フローネ、ルーティ、ビセットの5人のみで、ティセ、ゼファー、メルフィは育成することができない。
エバーリアクティブコミュニケーション
本作では前作までとは違い、自分自身でキャラを操作して動かす形式に変更された。今回のキャラクター達は、自分自身の意志を持って行動しているため、会うためには自分で彼らの居場所を探す必要がある。
事務所内のシーンでは、画面右上に簡易マップが表示され、メンバーの居場所が簡単に分かるようになっている。
この時の画面は3Dポリゴンによって描かれ、クオータービューの視点で自由に歩き回ることができる。
AVGパートの画面表示
前作までは1画面に1キャラしか表示できなかったが、本作は複数のキャラを同時に表示することができる。また、メッセージは、画面下側に吹き出しが他で表示される。
エモーショナルレスポンス
前作までは、相手の言葉に対し選択肢を選ぶ方式であったが、本作では、相手の意見に対して「同意」「反対」「どちらでもない」という3つの態度をその都度とることができる。
これら3つの態度は、それぞれ別々のボタンに割り当てられているのでスムーズに反応できるようになっている。
戦闘システム
これまで同様イベント中には戦闘がある。本作では情報収集が重要視されているらしく、AVGパートで敵の弱点を調べておかないと、苦戦は必至。また、戦闘シーンは一新され、3Dで演出される。
戦闘システムはコマンド選択方式を一新し、各ボタンに物理攻撃や魔法攻撃などが割り当てられていて、これらを押して行くことによってスムーズに戦闘を進めて行くことができる。また、物理攻撃にはタイミングによる追加入力で追加攻撃が可能である。
育成スケジュール
今回プレイヤーが自由にスケジュールを立てて育成できるのは主人公のみで、他のメンバーは各自自分なりの方針を持ってスケジュールをこなしていくが、上手にコミュニケーションをとれば、それぞれの育ち方が変化していく。

### 登場人物
ルシード・アトレー
声 - 石田彰（DRAMA CDのみ。ゲーム中は声なし。）
紫色の長髪が目を引く青年。このゲームの主人公である。魔法を使えるものが少なくなってきたこの世界では珍しく、魔法の潜在能力を持つ。保安学校を優秀な成績で卒業後、湾岸都市シープクレストの保安局へ入局する。入局の際、保安局の精鋭が集まる「第一捜査室」への配属を志望したが、適性検査により魔法適性が発見されたため、魔法関連の事件を担当する「第四捜査室」通称「ブルーフェザー」へ配属され、不本意ながらも新リーダーに抜擢される。誰とでもわけ隔てなく接する点は長所だが、誰を相手にしても言いたいことを言い過ぎてしまう所がある。
シリーズ男性キャラ人気投票では、2位以下に大差をつけて1位を獲得した。
フローネ・トリーティア
声 - 堀江由衣
動物と話せる、不思議な特殊能力を持つ少女。外見からはわかりにくいが、非常に内気な性格で人付き合いを苦手とする。幼い頃から甘えることを知らず、何でも自分一人で背負い込んでしまうという、精神的に危うい一面もある。「ブルーフェザー」のメンバーとは仲が悪くなさそうだが、内気な性格でルシードに対してなかなか心を開かない。
バーシア・デュセル
声 - 池澤春菜
「ブルーフェザー」の一員。グラマーな見た目に反し、とにかく周りの視線を全く気にせず行動するため、がさつなところがあり、服装もラフなものが多い。ブルーフェザーでのキャリアは長く、棒や槍などでの戦闘が得意。また、低血圧＆極度のチェーンスモーカーでもあり、午前中の行動は非常に緩慢である。
ビセット・マーシュ
声 - 矢島晶子
「ブルーフェザー」のムードメーカーである少年で、 いつでもどこでもハイテンションである。魔法と戦闘能力をかわれて、ルシードよりも1ヶ月ほど早く「ブルーフェザー」に配属された。髪を留めたバンドと体型がわかりにくいダブついた胴着を着用している。おしゃべり好きで、誰とでもうち解けあえる人柄の良さを持つ。歌を歌うことが大好き。リーゼに好意を寄せている。
ルーティ・ワイエス
声 - 増田ゆき
非常にノリがよく、常に体を動かしていないと落ち着かないわんぱくな少女。他のメンバーと比べて年齢的に大差はないが、身長が低く実年齢より幼くみられる。実際は中身も子供っぽいところがあり、睡眠時間が8時間を割ると、判断力が鈍るほどの睡魔に襲われるらしい。また、活発で行動的な性格が災いして、男の子と間違われることが多い。世話好きな性格なので、困っている人は絶対に見過ごせず、無用なトラブルに巻き込まれることもしばしばあるという。
ティセ・ディアレック
声 - 麻績村まゆ子
とがった耳を持ち、魔力が強い“ヘザー”と呼ばれる種族の少女。ヘザーという名の由来は、髪の色がヒースの花に似ているところから。かなり衰弱した状態で道ばたに倒れていたところをルシードに助けられた。今は、ブルーフェザーの寮で家事全般を引き受けている。倒れていた以前の記憶があいまいで、いつも呆けていることが多い。しゃべり方は非常におっとりとしている。自分のことを助けてくれたルシードのことを「ご主人様」と呼んで慕っている。ヘザーは強大な魔力と凶暴な性格で知られているものの、ティセ本人の特徴には当てはまらない。
ゼファー・ボルティ
声 - 三木眞一郎
非常にクールで冷静沈着な青年。前任の「ブルーフェザー」のリーダーだったが、事故で右足を負傷したことで引退し、チームの参謀役として、調査に協力している。ルシードとはつきあいが長く、彼が暴走しているときに止めることができる数少ない存在であるが彼も敵に対しては情け容赦無い一面を持つ。普段は隊員達の良き相談役だが、裏工作も得意とする。
メルフィ・ナーヴ
声 - 笠原弘子
「ブルーフェザー」のオペレーター。仲間達が請け負う職務の管理や、情報収集といった事務的な仕事を一手にこなす。戦闘技術は皆無だが、魔法知識に精通し、マジックアイテムの作成を得意とする。性格はとてもまじめで几帳面で、曲がったことが大嫌い。そのため冗談が全く通じず、会話がかみ合わなくなってしまうことや、予期せぬ事態が起こるとオロオロするという子供っぽいところもある。やる気のないルシードがリーダーに選ばれたことに不満を募らせている。趣味は、整理整頓。
シェール・アーキス
声 - 小西寛子
旧市街にある学校に通う、元気で明るいおてんばな少女。姉が働く店でバイトをすることが多い。好対照な性格のリーゼと姉妹仲はよいが、姉と比べられることを嫌い、彼女自身も姉に対してコンプレックスを感じている。魔法能力者に憧れている。
リーゼ・アーキス
声 - 三石琴乃
シェールの姉。おっとり屋だが、芯は強い。ケーキ屋「クーロンヌ」のパティシエであり、自分の店を持つことを夢見ている。
更紗
声 - 白鳥由里
ライシアン種族の少女で、ある事件で天涯孤独の身となり、「ミッシュベーゼン」という酒場の女将に引き取られ、ウェイトレスとして勤務している。とても臆病で恥ずかしがり屋なので、女将以外の人とはほとんど口をきけずにいる。

## 悠久組曲 All Star Project
悠久組曲 All Star Project（ゆうきゅうくみきょく オールスタープロジェクト）は2000年8月24日にPS用ソフトとして発売された。
本作はこのシリーズの最終作であり、全作のキャラクターが一堂に集められたパラレルワールドの学園物になっている。そのため、ストーリーは過去の作品とは全く関係が無い。
プレイヤーは生徒として登場する28人の中からプレイヤーキャラクターを1人選び、1年の学園生活を送る。必須科目のミッション授業をこなし1年後の進級判定で合格すること、他の生徒や教職員と仲良くなっていくことが目標である。
なお、この作品のみイヴを川村万梨阿が担当。また、悠久幻想曲3では声の無かったルシードにはドラマCD版と同じ石田彰が起用されている。

### 選択可能キャラクター
| 中等部 - リオ・バクスター - ローラ・ニューフィールド - ピート・ロス - 更紗 | 高等部 - クリストファー・クロス - マリア・ショート - ディアーナ・レイニー - ルーティ・ワイエス - メロディ・シンクレア - シェリル・クリスティア - トリーシャ・フォスター - ビセット・マーシュ | - ティセ・ディアレック - シェール・アーキス - シーラ・シェフィールド - パティ・ソール - セリーヌ・ホワイトスノウ - フローネ・トリーティア - クレア・コーレイン - アレフ・コールソン | 大学 - ルー・シモンズ - ルシード・アトレー - エル・ルイス - イヴ・ギャラガー - アルベルト・コーレイン - メルフィ・ナーヴ - 橘 由羅 - リーゼ・アーキス |

### 選択不可能キャラクター
| 教員 - リサ・メッカーノ - ヴァネッサ・ウォーレン - バーシア・デュセル - ゼファー・ボルティ | - ハメット・ヴァロリー - トーヤ・クラウド - リカルド・フォスター - ランディ・ウェストウッド | 職員 - カッセル・ジークフリード - アリサ・アスティア | その他 - テディ - ヘキサ - 紅月 - シャドウ |

## 書籍

### 小説
- 悠久幻想曲
  - 作：たきもとまさし、カバーイラスト・挿絵：moo、たきもとまさしの似顔絵：ぢたま(某)　1997/08 ISBN 978-4073067917
- 悠久幻想曲2nd Album
  - 作：たきもとまさし、カバーイラスト：moo、挿絵：福田道生、たきもとまさしの似顔絵：氷上恭子　1998/04 ISBN 978-4073086086
- 悠久幻想曲3 パーペチュアルブルー短編集
  - 作：スタジオオルフェ　2000/04 ISBN 978-4840214803
- パーペチュアルブルー〈1〉―悠久幻想曲3
  - 作：紺野たくみ 2000/01 ISBN 978-4840213981
- パーペチュアルブルー〈2〉―悠久幻想曲3
  - 作：紺野たくみ 2000/06 ISBN 978-4840215374
- 悠久組曲
  - 作：紺野たくみ 2000/09 ISBN 978-4840216388

### 漫画
- 悠久幻想曲 公式コミックファンブック 1
  - 電撃コミックス 1997/09 ISBN 978-4073068808
- 悠久幻想曲 公式コミックファンブック 2
  - 電撃コミックス 1997/09 ISBN 978-4073070467
- 悠久幻想曲2nd Album コミックアンソロジー
  - 電撃コミックス 1998/12 ISBN 978-4073106579
- 悠久幻想曲2nd Album
  - 電撃コミックス 作：宮須弥 1999/10 ISBN 978-4840213462
- 悠久幻想曲ensemble 公式コミックファンブック
  - 電撃コミックス 1999/02 ISBN 978-4073113034
- 悠久幻想曲3 パーペチュアルブルー 公式コミックファンブック A
  - 電撃コミックス 2000/1 ISBN 978-4840214636
- 悠久幻想曲3 パーペチュアルブルー 公式コミックファンブック B
  - 電撃コミックス 2000/2 ISBN 978-4840214704
- 悠久幻想曲3 パーペチュアルブルー 4コママンガ劇場
  - エニックス 2000/3 ISBN 978-4757502260
- 悠久組曲 All Star Project 公式コミックファンブック
  - 電撃コミックス 2000/9 ISBN 978-4840216753

### ムック
- 悠久幻想曲 公式攻略ガイド
  - 電撃攻略王 1997/9 ISBN 978-4073063483
- 悠久幻想曲2nd Album 公式攻略ガイド
  - 電撃攻略王 1998/4 ISBN 978-4073085027
- 悠久幻想曲3 Perpetual Blue 公式攻略ガイド
  - 電撃攻略王 2000/2 ISBN 978-4840214254
- 悠久幻想曲 Visual Book
  - Dセレクション 2000/3 ISBN 978-4840212182
- 悠久組曲 All Star Project 公式攻略ガイド
  - 電撃攻略王 2000/9 ISBN 978-4840215701

## CD

### 音楽CD
- 悠久幻想曲 オリジナル サウンドトラックス
  - サイトロン 1997/7 PCCB-00270
- 悠久幻想曲 2nd Album サウンドトラックス
  - サイトロン 1998/3 PCCB-00308
- 悠久幻想曲THE BEST〜Selected by Characters〜
  - サイトロン 1998/10 PCCB-00323
- 悠久幻想曲 -THE SONGS-
  - サイトロン 1998/12 PCCB-00349
- 悠久幻想曲コレクション 4colors
  - サイトロン 1999/11 PCCB-00400
- 悠久幻想曲3 Perpetual Blue
  - サイトロン 2000/1 PCCB-00405
- 悠久音楽祭〜エンフィールドからシープクレストへ〜ボーカル編
  - サイトロン 2000/2 PCCB-00408
- 悠久組曲〜All Star Project〜サウンドトラック
  - サイトロン 2000/8 SCDC-00034
- みんなで作る悠久CD!!
  - サイトロン 2000/10 SCDC-00033
- 悠久 THE SONGS2
  - サイトロン 2001/5 SCDC-00085
- 悠久幻想曲キャラクターシリーズ Vol.1〜Vol.9
- 悠久幻想曲3〜Perpetual Blue〜マキシシングルコレクション Vol.1〜Vol.8

### ドラマCD
- 悠久幻想曲 ドラマCD
  - サイトロン 1997/8 PCCB-00272
- 悠久幻想曲 2nd Album ドラマCD vol.1
  - サイトロン 1998/4 PCCB-00309
- 悠久幻想曲 2nd Album ドラマCD vol.2
  - サイトロン 1998/4 PCCB-00313
- 悠久幻想曲 ensemble ドラマCD vol.1
  - サイトロン 1999/2 PCCB-00356
- 悠久幻想曲 ensemble ドラマCD vol.2
  - サイトロン 1999/3 PCCB-00362
- 悠久幻想曲3 Perpetual Blue ドラマCD
  - サイトロン 2000/01 PCCB-00407
- 悠久組曲 All Star Project ドラマCD vol.1
  - サイトロン 2000/9 SCDC-00039
- 悠久組曲 All Star Project ドラマCD vol.2
  - サイトロン 2000/10 SCDC-00043